# Плаюл-Фагулуй
Пла́юл Фагу́луй (рум. Plaiul Fagului — «Буковий край») — один з Державних заповідників Молдови, в яких природні екосистеми найменше зазнали впливу людської діяльності. Заповідник був створений у травні 1992 року на базі мисливського господарства «Реденський Ліс» в північно-східній частині плоскогір'я Кодр. Площа його становить 5558,7 га, з них 5375,5 га лісу.
Територія заповідника дуже різнорідна, місцями зустрічається гірський рельєф. Переважають круті схили, деформовані давніми зсувами. Висота варіює від 140 до 410 м над рівнем моря. Річка Редень, з каскадом озер, ділить заповідник на два приблизно рівних масиви.
Рослинність заповідника налічує близько 680 видів судинних рослин, 150 — губчастих, 48 — лишайників, 65 — мохових. 27 видів занесені до Червоної книги Республіки Молдова (суничка червона, венерин черевичок тощо) Лісова рослинність представлена дубом кам'яним, буком, дубом. На деяких масивах збереглися однорідні букові ліси, кілька вікових дубів. Ліси Кодр піддалися повним вирубкам, тому бук і дуб кам'яний замінили інші види, переважно граб. У заповіднику проводяться роботи з екологічного відновлення лісонасаджень без пошкодження ґрунтового покриву.
Тваринний світ представлений 211 видами: 142 види птахів, 49 — ссавців, 8 — плазунів, 12 — земноводних. З ссавців поширені кіт дикий, куниця лісова, борсук, лисиця руда, свиня дика, сарна європейська. Останнім часом в заповіднику стали частіше зустрічатися олень благородний і олень японський, акліматизовані відповідно в 60-і і 80-і роки XX століття.